# Rehfelde
Rehfelde is een gemeente in de Duitse deelstaat Brandenburg, en maakt deel uit van het Landkreis Märkisch-Oderland.

## Demografie
| Jaar | Inwoners |
| ---- | -------- |
| 1875 | 1 236    |
| 1890 | 1 277    |
| 1910 | 1 501    |
| 1925 | 2 164    |
| 1933 | 2 843    |
| 1939 | 3 254    |
| 1946 | 3 395    |
| 1950 | 3 659    |
| 1964 | 3 423    |
| 1971 | 3 576    |

| Jaar | Inwoners |
| ---- | -------- |
| 1981 | 3 234    |
| 1985 | 3 084    |
| 1989 | 2 912    |
| 1990 | 2 849    |
| 1991 | 2 841    |
| 1992 | 2 831    |
| 1993 | 2 873    |
| 1994 | 2 941    |
| 1995 | 3 045    |
| 1996 | 3 210    |

| Jaar | Inwoners |
| ---- | -------- |
| 1997 | 3 383    |
| 1998 | 3 687    |
| 1999 | 3 893    |
| 2000 | 4 088    |
| 2001 | 4 245    |
| 2002 | 4 419    |
| 2003 | 4 510    |
| 2004 | 4 569    |
| 2005 | 4 568    |
| 2006 | 4 587    |

| Jaar | Inwoners |
| ---- | -------- |
| 2007 | 4 551    |
| 2008 | 4 502    |
| 2009 | 4 462    |
| 2010 | 4 457    |
| 2011 | 4 507    |
| 2012 | 4 551    |
| 2013 | 4 575    |

## Sport en recreatie
Door Rehfelde loopt de Europese wandelroute E11. De E11 loopt van Den Haag naar het oosten, op dit moment de grens Polen/Litouwen. De route komt van Strausberg en vervolgt naar Garzau.

## Afbeeldingen
- Ontwikkeling van de bevolking binnen de huidige grenzen (blauwe lijn: Bevolking; stippellijn: Vergelijking van de ontwikkeling van de bevolking van de deelstaat Brandenburg, Grijze achtergrond: tijdens de nazi-regering, Rode achtergrond: tijdens de communistische regering)

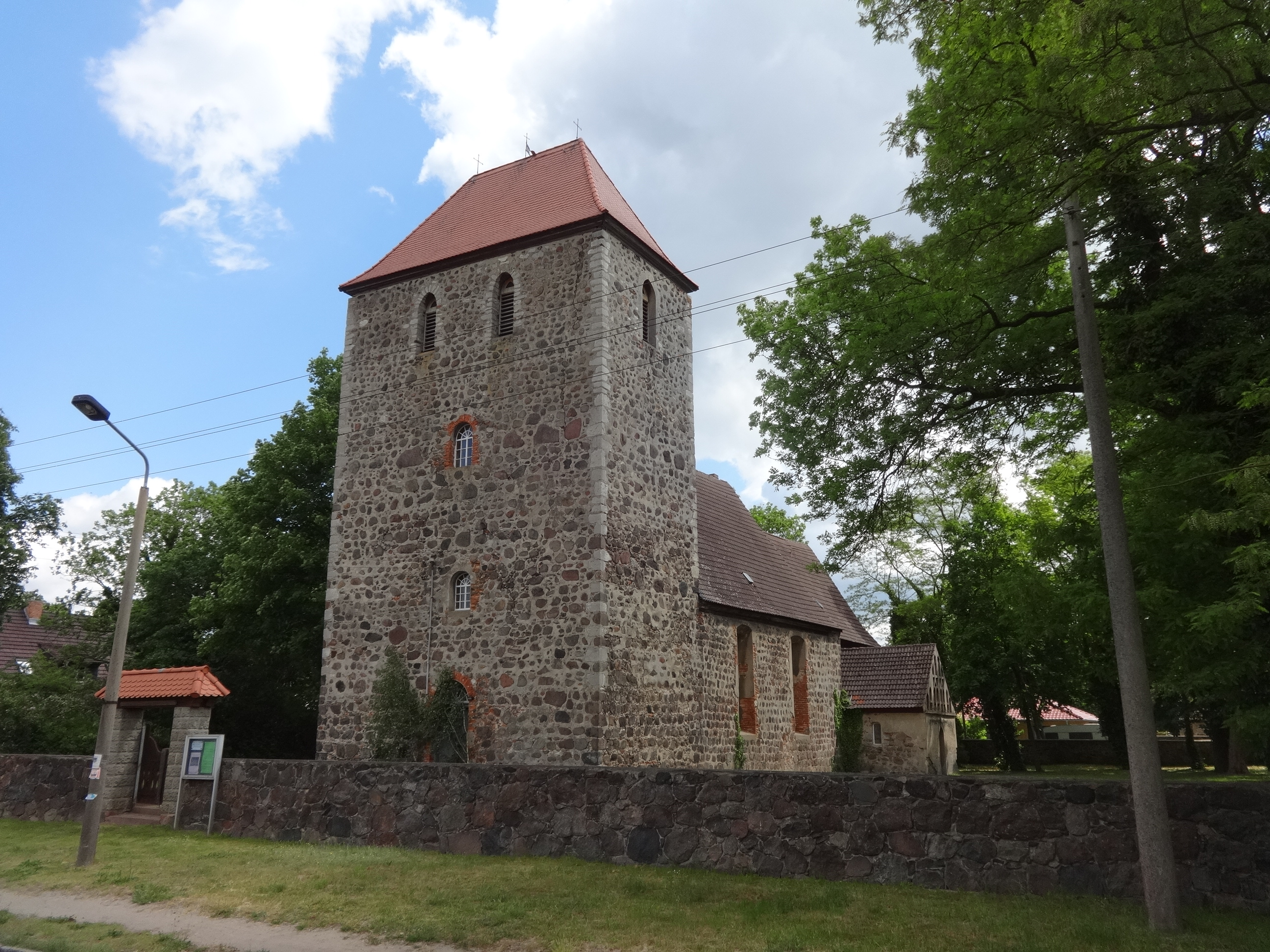
Dorpskerk uit de tweede helft van de 14e eeuw
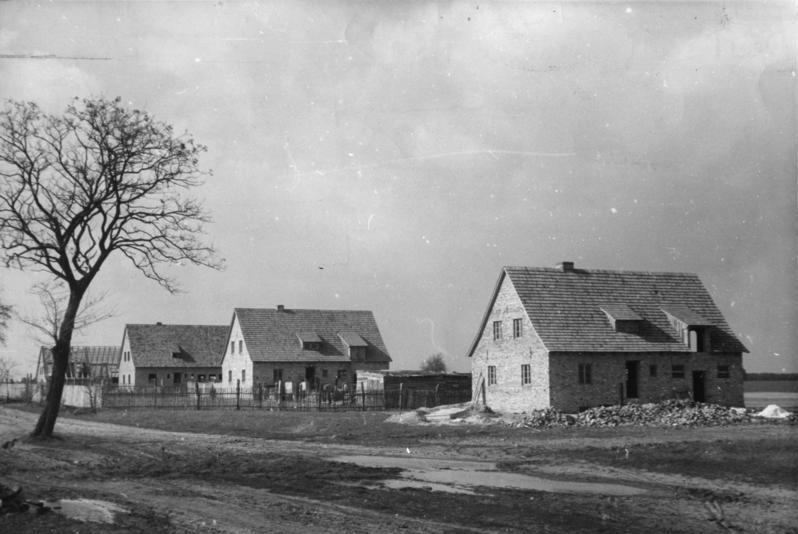
Nieuwbouw (1949) in de DDR-stijl Agrarreform

Altlandsberg ·
Alt Tucheband ·
Bad Freienwalde ·
Beiersdorf-Freudenberg ·
Bleyen-Genschmar ·
Bliesdorf ·
Buckow (Märkische Schweiz) ·
Falkenberg ·
Falkenhagen (Mark) ·
Fichtenhöhe ·
Fredersdorf-Vogelsdorf ·
Garzau-Garzin ·
Golzow ·
Gusow-Platkow ·
Heckelberg-Brunow ·
Höhenland ·
Hoppegarten ·
Küstriner Vorland ·
Lebus ·
Letschin ·
Lietzen ·
Lindendorf ·
Märkische Höhe ·
Müncheberg ·
Neuenhagen bei Berlin ·
Neuhardenberg ·
Neulewin ·
Neutrebbin ·
Oberbarnim ·
Oderaue ·
Petershagen/Eggersdorf ·
Podelzig ·
Prötzel ·
Rehfelde ·
Reichenow-Möglin ·
Reitwein ·
Rüdersdorf bei Berlin ·
Seelow ·
Strausberg ·
Treplin ·
Vierlinden ·
Waldsieversdorf ·
Wriezen ·
Zechin ·
Zeschdorf